# Rudolfov
Rudolfov (in tedesco Rudolfstadt) è una città della Repubblica Ceca facente parte del distretto di České Budějovice, in Boemia Meridionale.